# 福留村
福留村（ふくとめむら）は、石川県石川郡にあった村。現在の白山市の北西部、国道8号沿線、北陸本線加賀笠間駅の南方一帯にあたる。

## 歴史
- 鎌倉時代 - 当地に「福富保」の保名が存在した。
- 1889年（明治22年）4月1日 - 町村制の施行により、福留村、源兵衛島新村、流安田村及び四屋村の区域をもって、福留村が発足する。
- 1903年（明治36年） - 七ケ用水が完成。
- 1934年（昭和9年）7月15日 - 比楽島村及び福留村が合併して、石川村が発足する。